# Amonioalunita
L'amonioalunita és un mineral de la classe dels sulfats, que pertany al grup de l'alunita. El nom es deriva de l'alunita, ja que és un membre del subgrup de l'alunita. El prefix "Amoni" designa que és el membre dominant amb (NH₄) del subgrup.

## Característiques
L'amonioalunita és un sulfat de fórmula química (NH₄)Al₃(SO₄)₂(OH)₆. Cristal·litza en el sistema trigonal. Es troba en forma de cristalls romboèdrics, de fins a 20μm, formant masses granulars. La seva duresa a l'escala de Mohs es troba entre 2 i 3.
Segons la classificació de Nickel-Strunz, l'amonioalunita pertany a «07.BC: sulfats (selenats, etc.), amb anions addicionals, sense H₂O, amb cations de mida mitjana i gran», juntament amb els minerals següents: d'Ansita, alunita, amoniojarosita, argentojarosita, beaverita-(Cu), dorallcharita, huangita, hidroniojarosita, jarosita, natroalunita-2c, natroalunita, natrojarosita, osarizawaïta, plumbojarosita, schlossmacherita, walthierita, beaverita-(Zn), ye'elimita, atlasovita, nabokoïta, clorotionita, euclorina, fedotovita, kamchatkita, piypita, klyuchevskita, alumoklyuchevskita, caledonita, wherryita, mammothita, linarita, schmiederita, munakataïta, chenita, krivovichevita i anhidrocaïnita.

## Formació i jaciments
Es forma a les aigües termals en condicions molt àcides, riques en sulfat d'amoni i pobres en potassi, per sota de 100 °C. Sol trobar-se associada a altres minerals com l'amoniojarosita i SiO₂ amorf. Va ser descoberta a The Geysers, als monts Mayacmas, a Sonoma (Califòrnia, Estats Units).